# Medaglie dei Campionati mondiali di nuoto - Delfino
In questa pagina sono elencate tutte le medaglie ottenute da atleti di sesso maschile e femminile nella specialità del delfino nelle varie edizioni dei Campionati mondiali di nuoto in vasca lunga, a partire dall'edizione del 1973.

## Podi maschili

### 50 metri
| Edizione        | Oro                           | Argento                       | Bronzo                                             |
| --------------- | ----------------------------- | ----------------------------- | -------------------------------------------------- |
| Fukuoka 2001    | Geoff Huegill ( Australia)    | Lars Frölander ( Svezia)      | Mark Foster ( Regno Unito)                         |
| Barcellona 2003 | Matt Welsh ( Australia)       | Ian Crocker ( Stati Uniti)    | Evgenij Korotyškin ( Russia)                       |
| Montreal 2005   | Roland Schoeman ( Sudafrica)  | Ian Crocker ( Stati Uniti)    | Sergiy Breus ( Ucraina)                            |
| Melbourne 2007  | Roland Schoeman ( Sudafrica)  | Ian Crocker ( Stati Uniti)    | Jakob Andkjaer ( Danimarca)                        |
| Roma 2009       | Milorad Čavić ( Serbia)       | Matthew Targett ( Australia)  | Rafael Muñoz Pérez ( Spagna)                       |
| Shanghai 2011   | César Cielo Filho ( Brasile)  | Matthew Targett ( Australia)  | Geoff Huegill ( Australia)                         |
| Barcellona 2013 | César Cielo Filho ( Brasile)  | Eugene Godsoe ( Stati Uniti)  | Frédérick Bousquet ( Francia)                      |
| Kazan 2015      | Florent Manaudou ( Francia)   | Nicholas Santos ( Brasile)    | László Cseh ( Ungheria) Konrad Czerniak ( Polonia) |
| Budapest 2017   | Benjamin Proud ( Regno Unito) | Nicholas Santos ( Brasile)    | Andrij Hovorov ( Ucraina)                          |
| Gwangju 2019    | Caeleb Dressel ( Stati Uniti) | Oleg Kostin ( Russia)         | Nicholas Santos ( Brasile)                         |
| Budapest 2022   | Caeleb Dressel ( Stati Uniti) | Nicholas Santos ( Brasile)    | Michael Andrew ( Stati Uniti)                      |
| Fukuoka 2023    | Thomas Ceccon ( Italia)       | Diogo Ribeiro ( Portogallo)   | Maxime Grousset ( Francia)                         |
| Doha 2024       | Diogo Ribeiro ( Portogallo)   | Michael Andrew ( Stati Uniti) | Cameron McEvoy ( Australia)                        |
| Singapore 2025  | Maxime Grousset ( Francia)    | Noè Ponti ( Svizzera)         | Thomas Ceccon ( Italia)                            |

- Atleta più premiato: Roland Schoeman ( Sudafrica) e César Cielo Filho ( Brasile)
- Nazione più medagliata:  Stati Uniti (2 , 5 , 1 )

### 100 metri
| Edizione           | Oro                            | Argento                         | Bronzo                                                 |
| ------------------ | ------------------------------ | ------------------------------- | ------------------------------------------------------ |
| Belgrado 1973      | Bruce Robertson ( Canada)      | Joe Bottom ( Stati Uniti)       | Robin Backhaus ( Stati Uniti)                          |
| Cali 1975          | Greg Jagenburg ( Stati Uniti)  | Roger Pyttel ( Germania Est)    | Bill Forrester ( Stati Uniti)                          |
| Berlino Ovest 1978 | Joe Bottom ( Stati Uniti)      | Greg Jagenburg ( Stati Uniti)   | Pär Arvidsson ( Svezia)                                |
| Guayaquil 1982     | Matthew Gribble ( Stati Uniti) | Michael Gross ( Germania Ovest) | Bengt Baron ( Svezia)                                  |
| Madrid 1986        | Pablo Morales ( Stati Uniti)   | Matt Biondi ( Stati Uniti)      | Andrew Jameson ( Regno Unito)                          |
| Perth 1991         | Anthony Nesty ( Suriname)      | Michael Gross ( Germania)       | Vjačeslav Kulikov ( Unione Sovietica)                  |
| Roma 1994          | Rafał Szukała ( Polonia)       | Lars Frölander ( Svezia)        | Denis Pankratov ( Russia)                              |
| Perth 1998         | Michael Klim ( Australia)      | Lars Frölander ( Svezia)        | Geoff Huegill ( Australia)                             |
| Fukuoka 2001       | Lars Frölander ( Svezia)       | Ian Crocker ( Stati Uniti)      | Geoff Huegill ( Australia)                             |
| Barcellona 2003    | Ian Crocker ( Stati Uniti)     | Michael Phelps ( Stati Uniti)   | Andriy Serdinov ( Ucraina)                             |
| Montreal 2005      | Ian Crocker ( Stati Uniti)     | Michael Phelps ( Stati Uniti)   | Andriy Serdinov ( Ucraina)                             |
| Melbourne 2007     | Michael Phelps ( Stati Uniti)  | Ian Crocker ( Stati Uniti)      | Albert Subirats Altes ( Venezuela)                     |
| Roma 2009          | Michael Phelps ( Stati Uniti)  | Milorad Čavić ( Serbia)         | Rafael Muñoz Pérez ( Spagna)                           |
| Shanghai 2011      | Michael Phelps ( Stati Uniti)  | Konrad Czerniak ( Polonia)      | Tyler McGill ( Stati Uniti)                            |
| Barcellona 2013    | Chad le Clos ( Sudafrica)      | László Cseh ( Ungheria)         | Konrad Czerniak ( Polonia)                             |
| Kazan 2015         | Chad le Clos ( Sudafrica)      | László Cseh ( Ungheria)         | Joseph Schooling ( Singapore)                          |
| Budapest 2017      | Caeleb Dressel ( Stati Uniti)  | Kristóf Milák ( Ungheria)       | Joseph Schooling ( Singapore) James Guy ( Regno Unito) |
| Gwangju 2019       | Caeleb Dressel ( Stati Uniti)  | Andrej Minakov ( Russia)        | Chad le Clos ( Sudafrica)                              |
| Budapest 2022      | Kristóf Milák ( Ungheria)      | Naoki Mizunuma ( Giappone)      | Joshua Liendo ( Canada)                                |
| Fukuoka 2023       | Maxime Grousset ( Francia)     | Joshua Liendo ( Canada)         | Dare Rose ( Stati Uniti)                               |

- Atleta più premiato: Michael Phelps ( Stati Uniti)
- Nazione più medagliata:  Stati Uniti (11 , 7 , 4 )

### 200 metri
| Edizione           | Oro                             | Argento                            | Bronzo                           |
| ------------------ | ------------------------------- | ---------------------------------- | -------------------------------- |
| Belgrado 1973      | Robin Backhaus ( Stati Uniti)   | Steven Gregg ( Stati Uniti)        | Hartmut Flöckner ( Germania Est) |
| Cali 1975          | Bill Forrester ( Stati Uniti)   | Roger Pyttel ( Germania Est)       | Brian Brinkley ( Regno Unito)    |
| Berlino Ovest 1978 | Mike Bruner ( Stati Uniti)      | Steve Gregg ( Stati Uniti)         | Roger Pyttel ( Germania Est)     |
| Guayaquil 1982     | Michael Gross ( Germania Ovest) | Sergej Fesenko ( Unione Sovietica) | Craig Beardsley ( Stati Uniti)   |
| Madrid 1986        | Michael Gross ( Germania Ovest) | Anthony Mosse ( Nuova Zelanda)     | Benny Nielsen ( Danimarca)       |
| Perth 1991         | Melvin Stewart ( Stati Uniti)   | Michael Gross ( Germania)          | Tamás Darnyi ( Ungheria)         |
| Roma 1994          | Denis Pankratov ( Russia)       | Danyon Loader ( Nuova Zelanda)     | Chris Carol Bremer ( Germania)   |
| Perth 1998         | Denys Sylant'jev ( Ucraina)     | Frank Esposito ( Francia)          | Tom Malchow ( Stati Uniti)       |
| Fukuoka 2001       | Michael Phelps ( Stati Uniti)   | Thomas Malchow ( Stati Uniti)      | Anatolij Poljakov ( Russia)      |
| Barcellona 2003    | Michael Phelps ( Stati Uniti)   | Takashi Yamamoto ( Giappone)       | Thomas Malchow ( Stati Uniti)    |
| Montreal 2005      | Paweł Korzeniowski ( Polonia)   | Takeshi Matsuda ( Giappone)        | Peng Wu ( Cina)                  |
| Melbourne 2007     | Michael Phelps ( Stati Uniti)   | Wu Peng ( Cina)                    | Nikolaj Skvorcov ( Russia)       |
| Roma 2009          | Michael Phelps ( Stati Uniti)   | Paweł Korzeniowski ( Polonia)      | Takeshi Matsuda ( Giappone)      |
| Shanghai 2011      | Michael Phelps ( Stati Uniti)   | Takeshi Matsuda ( Giappone)        | Wu Peng ( Cina)                  |
| Barcellona 2013    | Chad le Clos ( Sudafrica)       | Paweł Korzeniowski ( Polonia)      | Wu Peng ( Cina)                  |
| Kazan 2015         | László Cseh ( Ungheria)         | Chad le Clos ( Sudafrica)          | Jan Świtkowski ( Polonia)        |
| Budapest 2017      | Chad le Clos ( Sudafrica)       | László Cseh ( Ungheria)            | Daiya Seto ( Giappone)           |
| Gwangju 2019       | Kristóf Milák ( Ungheria)       | Daiya Seto ( Giappone)             | Chad le Clos ( Sudafrica)        |
| Budapest 2022      | Kristóf Milák ( Ungheria)       | Léon Marchand ( Francia)           | Daiya Seto ( Giappone)           |
| Fukuoka 2023       | Léon Marchand ( Francia)        | Krzysztof Chmielewski ( Polonia)   | Tomoru Honda ( Giappone)         |
| Doha 2024          | Tomoru Honda ( Giappone)        | Alberto Razzetti ( Italia)         | Martin Espernberger ( Austria)   |
| Singapore 2025     | Luca Urlando ( Stati Uniti)     | Krzysztof Chmielewski ( Polonia)   | Harrison Turner ( Australia)     |

- Atleta più premiato: Michael Phelps ( Stati Uniti)
- Nazione più medagliata:  Stati Uniti (10 , 3 , 3 )

## Podi Femminili

### 50 metri
| Edizione        | Oro                           | Argento                            | Bronzo                             |
| --------------- | ----------------------------- | ---------------------------------- | ---------------------------------- |
| Fukuoka 2001    | Inge de Bruijn ( Paesi Bassi) | Therese Alshammar ( Svezia)        | Anna-Karin Kammerling ( Svezia)    |
| Barcellona 2003 | Inge de Bruijn ( Paesi Bassi) | Jenny Thompson ( Stati Uniti)      | Anna-Karin Kammerling ( Svezia)    |
| Montreal 2005   | Danni Miatke ( Australia)     | Anna-Karin Kammerling ( Svezia)    | Therese Alshammar ( Svezia)        |
| Melbourne 2007  | Therese Alshammar ( Svezia)   | Danni Miatke ( Australia)          | Inge Dekker ( Paesi Bassi)         |
| Roma 2009       | Marieke Guehrer ( Australia)  | Zhou Yafei ( Cina)                 | Ingvild Snildal ( Norvegia)        |
| Shanghai 2011   | Inge Dekker ( Paesi Bassi)    | Therese Alshammar ( Svezia)        | Mélanie Henique ( Francia)         |
| Barcellona 2013 | Jeanette Ottesen ( Danimarca) | Lu Ying ( Cina)                    | Ranomi Kromowidjojo ( Paesi Bassi) |
| Kazan 2015      | Sarah Sjöström ( Svezia)      | Jeanette Ottesen ( Danimarca)      | Lu Ying ( Cina)                    |
| Budapest 2017   | Sarah Sjöström ( Svezia)      | Ranomi Kromowidjojo ( Paesi Bassi) | Farida Osman ( Egitto)             |
| Gwangju 2019    | Sarah Sjöström ( Svezia)      | Ranomi Kromowidjojo ( Paesi Bassi) | Farida Osman ( Egitto)             |
| Budapest 2022   | Sarah Sjöström ( Svezia)      | Melanie Henique ( Francia)         | Zhang Yufei ( Cina)                |
| Fukuoka 2023    | Sarah Sjöström ( Svezia)      | Zhang Yufei ( Cina)                | Gretchen Walsh ( Stati Uniti)      |

- Atleta più premiata: Sarah Sjöström ( Svezia)
- Nazione più medagliata:  Svezia (6 , 3 , 3 )

### 100 metri
| Edizione           | Oro                              | Argento                          | Bronzo                             |
| ------------------ | -------------------------------- | -------------------------------- | ---------------------------------- |
| Belgrado 1973      | Kornelia Ender ( Germania Est)   | Rosemarie Kother ( Germania Est) | Mayumi Aoki ( Giappone)            |
| Cali 1975          | Kornelia Ender ( Germania Est)   | Rosemarie Kother ( Germania Est) | Camille Wright ( Stati Uniti)      |
| Berlino Ovest 1978 | Joan Pennington ( Stati Uniti)   | Andrea Pollack ( Germania Est)   | Wendy Quirk ( Canada)              |
| Guayaquil 1982     | Mary Meagher ( Stati Uniti)      | Ines Geißler ( Germania Est)     | Melanie Buddenmayer ( Stati Uniti) |
| Madrid 1986        | Kornelia Greßler ( Germania Est) | Kristin Otto ( Germania Est)     | Mary T. Meagher ( Stati Uniti)     |
| Perth 1991         | Hong Qian ( Cina)                | Xiaohong Wang ( Cina)            | Catherine Plewinski ( Francia)     |
| Roma 1994          | Liu Limin ( Cina)                | Qu Yun ( Cina)                   | Susie O'Neill ( Australia)         |
| Perth 1998         | Jenny Thompson ( Stati Uniti)    | Ayari Aoyama ( Giappone)         | Petria Thomas ( Australia)         |
| Fukuoka 2001       | Petria Thomas ( Australia)       | Otylia Jędrzejczak ( Polonia)    | Junko Ōnishi ( Giappone)           |
| Barcellona 2003    | Jenny Thompson ( Stati Uniti)    | Otylia Jędrzejczak ( Polonia)    | Martina Moravcová ( Slovacchia)    |
| Montreal 2005      | Jessicah Schipper ( Australia)   | Lisbeth Lenton ( Australia)      | Otylia Jędrzejczak ( Polonia)      |
| Melbourne 2007     | Lisbeth Lenton ( Australia)      | Jessicah Schipper ( Australia)   | Natalie Coughlin ( Stati Uniti)    |
| Roma 2009          | Sarah Sjöström ( Svezia)         | Jessicah Schipper ( Australia)   | Jiao Liuyang ( Cina)               |
| Shanghai 2011      | Dana Vollmer ( Stati Uniti)      | Alicia Coutts ( Australia)       | Lu Ying ( Cina)                    |
| Barcellona 2013    | Sarah Sjöström ( Svezia)         | Alicia Coutts ( Australia)       | Dana Vollmer ( Stati Uniti)        |
| Kazan 2015         | Sarah Sjöström ( Svezia)         | Jeanette Ottesen ( Danimarca)    | Lu Ying ( Cina)                    |
| Budapest 2017      | Sarah Sjöström ( Svezia)         | Emma McKeon ( Australia)         | Kelsi Worrell ( Stati Uniti)       |
| Gwangju 2019       | Margaret MacNeil ( Canada)       | Sarah Sjöström ( Svezia)         | Emma McKeon ( Australia)           |
| Budapest 2022      | Torri Huske ( Stati Uniti)       | Marie Wattel ( Francia)          | Zhang Yufei ( Cina)                |
| Fukuoka 2023       | Zhang Yufei ( Cina)              | Margaret MacNeil ( Canada)       | Torri Huske ( Stati Uniti)         |
| Doha 2024          | Angelina Köhler ( Germania)      | Claire Curzan ( Stati Uniti)     | Louise Hansson ( Svezia)           |
| Singapore 2025     | Gretchen Walsh ( Stati Uniti)    | Roos Vanotterdijk ( Belgio)      | Alexandria Perkins ( Australia)    |

- Atleta più premiato: Sarah Sjöström ( Svezia)
- Nazione più medagliata:  Stati Uniti (7 , 1 , 7 )

### 200 metri
| Edizione           | Oro                              | Argento                            | Bronzo                             |
| ------------------ | -------------------------------- | ---------------------------------- | ---------------------------------- |
| Belgrado 1973      | Rosemarie Kother ( Germania Est) | Roswitha Beier ( Germania Est)     | Lynn Colella ( Stati Uniti)        |
| Cali 1975          | Rosemarie Kother ( Germania Est) | Valerie Lee ( Stati Uniti)         | Gabriele Wuschek ( Germania Est)   |
| Berlino Ovest 1978 | Tracy Caulkins ( Stati Uniti)    | Nancy Hogshead ( Stati Uniti)      | Andrea Pollack ( Germania Est)     |
| Guayaquil 1982     | Ines Geißler ( Germania Est)     | Mary T. Meagher ( Stati Uniti)     | Heike Dähne ( Germania Est)        |
| Madrid 1986        | Mary T. Meagher ( Stati Uniti)   | Kornelia Greßler ( Germania Est)   | Birte Weigang ( Germania Est)      |
| Perth 1991         | Summer Sanders ( Stati Uniti)    | Rie Shuto ( Giappone)              | Hayley Lewis ( Australia)          |
| Roma 1994          | Liu Limin ( Cina)                | Qu Yun ( Cina)                     | Susie O'Neill ( Australia)         |
| Perth 1998         | Susie O'Neill ( Australia)       | Petria Thomas ( Australia)         | Misty Hyman ( Stati Uniti)         |
| Fukuoka 2001       | Petria Thomas ( Australia)       | Annika Mehlhorn ( Germania)        | Kaitlin Sandeno ( Stati Uniti)     |
| Barcellona 2003    | Otylia Jędrzejczak ( Polonia)    | Éva Risztov ( Ungheria)            | Yūko Nakanishi ( Giappone)         |
| Montreal 2005      | Otylia Jędrzejczak ( Polonia)    | Jessicah Schipper ( Australia)     | Yūko Nakanishi ( Giappone)         |
| Melbourne 2007     | Jessicah Schipper ( Australia)   | Kimberly Vandenberg ( Stati Uniti) | Otylia Jędrzejczak ( Polonia)      |
| Roma 2009          | Jessicah Schipper ( Australia)   | Liu Zige ( Cina)                   | Katinka Hosszú ( Ungheria)         |
| Shanghai 2011      | Jiao Liuyang ( Cina)             | Ellen Gandy ( Regno Unito)         | Liu Zige ( Cina)                   |
| Barcellona 2013    | Liu Zige ( Cina)                 | Mireia Belmonte ( Spagna)          | Katinka Hosszú ( Ungheria)         |
| Kazan 2015         | Natsumi Hoshi ( Giappone)        | Cammile Adams ( Stati Uniti)       | Zhang Yufei ( Cina)                |
| Budapest 2017      | Mireia Belmonte ( Spagna)        | Franziska Hentke ( Germania)       | Katinka Hosszú ( Ungheria)         |
| Gwangju 2019       | Boglárka Kapás ( Ungheria)       | Hali Flickinger ( Stati Uniti)     | Katie Drabot ( Stati Uniti)        |
| Budapest 2022      | Summer McIntosh ( Canada)        | Hali Flickinger ( Stati Uniti)     | Zhang Yufei ( Cina)                |
| Fukuoka 2023       | Summer McIntosh ( Canada)        | Elizabeth Dekkers ( Australia)     | Regan Smith ( Stati Uniti)         |
| Doha 2024          | Laura Stephens ( Gran Bretagna)  | Helena Rosendahl Bach ( Danimarca) | Lana Pudar ( Bosnia ed Erzegovina) |
| Singapore 2025     | Summer McIntosh ( Canada)        | Regan Smith ( Stati Uniti)         | Elizabeth Dekkers ( Australia)     |

- Atleta più premiato: Summer McIntosh ( Canada)
- Nazione più medagliata:  Stati Uniti (4 , 9 , 5 )